# Lou Jing
Lou Jing (nascuda el 1989 a Xangai) és artista participant en un programa de talents de Xangai.

## Vida
La seva mare és xinesa i el seu pare és un negre estatunidenc que va abandonar la Xina abans que Lou nasqués i amb qui no ha tingut cap contacte. La seva mare va criar a Lou com a mare soltera. A l'actualitat, la Lou està estudiant a l'acadèmia de teatre de Xangai. L'agost de 2009 va participar en el concurs de talents Go Oriental Angel de la cadena Dragon TV, en el que va arriar a ser una de les cinc finalistes.
Batejada en el show televisiu com la Perla Negra i com a la Noia Xocolata, va arribar a la fama i fou objecte de discussions a la blogosfera. Mentre que alguns li van donar suport en els foros d'internet, altres van insultar a Lou i a la seva mare amb insults racistes. La seva atenció en els mitjans de comunicació va obrir seriosos debats sobre el racisme i el prejudici racial a la Xina.

## Fama i esvalot racista
L'agost de 2009 Lou va entrar al programa de televisió de Xangai, Go Oriental Angel. Inicialment els amfitrions de l'espectacle es van desconcertar pel seu color de pell i van qüestionar la seva base i els orígens del seu pare. A través de l'exposició que va rebre en l'espectacle, se'n va paralr d'ella degut a l'interès humà sobre la seva història i la van entrevistar a diversos programes de televisió. Degut a l'atennció dels mitjans de comunicació, hi van haver discussions en massa en els foros d'internet xinesos, que van traspassar el país i van arribar al món anglosaxó. L'1 de novembre el diari britànic The Guardian, va informar que Lou hi havia esdevingut la talent més famosa del concurs i que havia esdevingut el subjecte d'un debat intens degut al color de la seva pell.
Abans de ser eliminada del concurs, va arribar a ser una de les 30 millors del mateix. A internet hi van haver rumors de que fou engendrada degut a un afer extra-marital que la seva mare havia tingut amb un home afroamericà. Així, en el blog titulat "Could Lou Jing's dad be Obama?", es ridiculitza a Lou dient que vol ser famosa amb grases sarcàstiques. Un altre blog, titulat: Lou Jing's American black father and Shangai mother, va aparèixer a Tianya, un popular fòrum d'internet xinès que va tenir més de 40.000 respostes, moltes de les quals eren atacs racistes contra Lou pel color de la seva pell. Es van fer calúmnes racials sobre ella, com xiaoheigui (小黑鬼 xiǎohēiguǐ; encès. Petit diable negre). Altres blocaires també van escriure comentaris com "Numb! (entumit) Aquesta puta encara té la gosadia d'aparèixer a la televisió! No sé què dir! Un no pot ser desvergonyit a aquest nivell!" Al principi Lou no va descobrir aquests comentaris a internet. Ho va fer quan les seves amigues va contactar amb ella donant-li missatges de suport. Llavors, ella va remarcar que era la primera vegada en la seva vida que havia experimentat un odi racial contra ella.Va afirmar que "l'assumpte va ser una gran bomba per la meva família i per a mi i hem va causar un gran dolor," a Neteast News el 14 de setembre.
El 31 d'agost de 2009, algú va fer un post a "Four Point Announcement" de la KDS (un fòrum local de Xangai) sota el nom de "Lou Jing" que va tractar sobre la controvèrsia d'aquest incident. El post es va titular "I am Lou Jing from "Oriental Angels", I am making un announcement here", el que reclamava que el seu pare era estatunidenc i no africà i que "I am a native Shanghainese." Després, el "Four Pont Announcement Arxivat 2015-06-04 a Wayback Machine." va rebre atacs contra Lou dient que ella era racista. Tot i això, en una entrevista a NetEase, Lou Jing va provar que aquest anunci era fals i que havia estat fabricat.
El columnista Raymond Zhou del diari China Daily va remarcar que va remarcar que aquestes reaccions a internet es devien a diversos factors, com la homogeneïtat xinesa, la seva aparença "no xinesa", que la seva mare s'ajuntés amb un estranger però sobretot que fou determinant la pell fosca del seu pare. Zhou opinà que la intolerància a la Xina es basa en el color de la pell, en la que la les persones amb el color de la pell més clar són considerades millors i discriminen negativament les que tenen la pell fosca. Després va comentar que això no es basava només en la raça, si no que els xinesos també discriminaven negativament a altres xinesos amb la pell fosca, sobretot a les dones, cosa que significa una discriminació de classe, ja que els treballadors de les classes socials baixes històricament tenen la pell més fosca perquè han estat exposats al sol. Zhou fou un dels molts periodistes que van respondre a les reaccions hostils a la blogosfera. Ell va escriure que els xinesos se sensibilitzarien més sobre les races i les etnicitats a mesura que s'anessin incorporant a la globalització. L'escriptora Hung Huang va escriure en el seu blog, "En el mateix any que els americans van donar la benvinguda a Barack Obama a la Casa Blanca, nosaltres no podem acceptar aquesta noia degut al color de la seva pell." Lou Jing també va tenir moltes persones que es van pronunciar a favor d'ella en els principals mitjans de comunicació xinesos.
En una entrevista en el portal d'internet xinès Netease, Lou va discutir sobre la seva base i com el color de la seva pell l'havia afectat des de la infància. Va respondre a internet que el seu pare era dels Estats Units i no africà. Quan va ser preguntada si estava d'acord amb l'afirmació de que ella era nadiua de Xangai, ella va remarcar que era una nadiua xinesa que havia crescut a la Xina, afegintn que els seus millors amics eren d'Anhui i Henan. També va remarcar que estava agraïda amb els seus pares per haver-la tingut i que no estava d'acord amb la discriminació racial, dient que havia estat objecte de reportatges falsos.
Lou va rebre una oferta de beca de la cadena de televisió de Xangai, Dragon TV després del concurs. Va ser co-presentadora del programa de televisió local News Surfing Intelligence. En una entrevista amb el periodista de la BBC Matthew Bannister va maniferstar que la discriminació racial estava present en tots els països del món, però que a la Xina sembla principalment dirigit contra les persones d'Àfrica degut a la creença que aquest continent està menys desenvolupat. Va dir que ella no havia vist que nens amb pares mixtos de xinesos amb occidentals blancs haguessin rebut atenció negativa..
A l'actualitat Lou Jing no és la primera persona xinesa afrodescendent que hagi obtingut atenció mediàtica. El juny 2009 els mitjans de comunicació xinesos també van donar una cobertura significativa a l'entrada de Ding Hui, un home negre de Hangzhou, a la selecció nacional masculina de voleibol de la Xina.

## Personal
Lou Jing té una relació molt propera amb la seva mare, una dona nadiua de Xangai. La seva mare va aparèixer sempre donant-li suport. Lou tenia una personalitat tímida abans d'aparèixer com a concursant a la televisió i és sensible cap a les crítiques contra ella, tot i que manté un aire d'optimisme. Lou Jing parla de manera fluent les llengües xangaiès i mandarí.